# Järnskogs landskommun
Järnskogs landskommun var en tidigare kommun i Värmlands län.

## Administrativ historik
När 1862 års kommunalförordningar trädde i kraft inrättades denna kommun i Järnskogs socken i Nordmarks härad i Värmland. 
Vid kommunreformen 1952 bildade den en "storkommun" genom att inkorporera Skillingmarks landskommun.
År 1971 uppgick den i Eda kommun.

### Kyrklig tillhörighet
I kyrkligt hänseende tillhörde kommunen Järnskogs församling. Den 1 januari 1952 tillkom Skillingmarks församling.

## Kommunvapen
Blasonering: I fält av silver en svart kappsläde och däröver en svart ginstam, belagd med en hästsko, ett mynt och en femuddig stjärna, alla av silver
Vapnet fastställdes 1959.

## Geografi
Järnskogs landskommun omfattade den 1 januari 1952 en areal av 370,29 km², varav 341,83 km² land.

### Tätorter i kommunen 1960
I Järnskogs kommun fanns tätorten Koppom, som hade 729 invånare den 1 november 1960. Tätortsgraden i kommunen var då 25,5 procent.

## Politik

### Mandatfördelning i valen 1950-1966
| 12 | 13 |

| 24 |

| 13 | 8 | 4 |

| 24 |

|  | 12 | 3 | 6 | 3 |

| 24 |

| 17 | 3 | 10 | 5 |

| 34 |

| 15 | 15 |

| 28 |

| 15 |  | 6 | 2 | 6 |

| 28 |

| 15 |  | 6 | 4 | 4 |

| 28 |

| 15 | 5 | 5 | 5 |

| 26 |